# 열성 경련
열성 경련은 체온 상승과 관련이 있지만 두개내 감염은 없는 발작이다.  열성 경련은 어린이의 2-7%에 영향을 미치며 여아보다 남아에게 더 흔하다. 생후 6개월에서 5세 사이의 소아에서 가장 흔하게 발생하며 18개월 전후에 발생률이 더 높다. 대부분의 발작은 5분 미만 지속되며 소아는 일반적으로 빠르게 회복된다.
열성 경련에는 단순 및 복합의 두 가지 유형이 있다. 단순 열성 발작은 다른 건강한 어린이에게 15분 미만 지속되는 전신 발작이 한 번 발생하는 것과 관련이 있다. 복합 열성 경련은 다음 중 하나 이상을 나타낸다. 신체 한쪽의 경련, 15분 이상의 지속 시간 또는 24시간 이내에 2회 이상의 발작과 같은 국소 증상. 약 60-70%는 단순 열성 경련으로 분류되고 30-40%는 복합 경련으로 분류된다.
열성 경련은 일반적으로 바이러스 감염으로 인한 열에 의해 유발된다. 기본 메커니즘은 완전히 알려지지 않았지만 유전학, 환경 요인, 뇌 미성숙 및 염증 매개체와 관련이 있는 것으로 생각된다. 체온의 급격한 상승과 하강은 열성 경련 발생의 주요 메커니즘이 아니다. 진단에는 뇌 감염이 없는지, 이전에 열이 없는 발작이 없었는지 확인하는 것이 포함된다. 일반적으로 혈액 검사, 뇌 영상 또는 뇌파도(EEG)는 필요하지 않다. 발열의 원인을 확인하기 위한 검사가 중요하다. 건강해 보이는 어린이의 경우 요추 천자가 반드시 필요한 것은 아니다.
한 번의 열성 발작 후 어린 시절에 또 다른 열성 발작을 일으킬 확률은 약 35%이다. 더 이상의 열성 발작을 예방하기 위해 항경련제나 해열제는 권장되지 않다. 발작 중에 소아의 몸을 빠르게 식히려는 노력은 광범위하게 연구되지 않았지만 권장되지는 않다. 열성 발작이 있는 아동의 장기적 예후는 일반적으로 다른 아동과 비슷한 학업 성취도를 보이며 우수하다. 열성 발작이 있는 어린이는 간질 위험이 약 1%인 일반 인구에 비해 2~3%로 약간 증가한다는 강력한 증거가 있다.

## 징후 및 증상
일반적으로 어린이의 체온은 38 °C (100 °F) 이상이다. 대부분 열이 있을 경우 39 °C (102 °F) 도 이상이다. 대부분의 열성 경련은 열이 난 후 처음 24시간 동안 발생한다. 전형적인 발작 활동의 징후로는 의식 상실, 위로 향한 눈, 불규칙한 호흡, 입에서 분비물 증가 또는 거품이 생기고 소아가 창백하거나 파랗게 보일 수 있다(청색증). 때때로 팔과 다리의 리드미컬한 움직임으로 몸이 경직된다. 소아는 실금(젖거나 스스로 흙을 묻힘)할 수 있으며 토할 수도 있다. 발작 후 소아는 몇 분 동안 생명이 없는 것처럼 보일 수 있다(발작 후 상태). 열성 발작의 발생은 종종 가족에게 충격이며 발작 후 상태는 종종 발작의 일부로 인식된다.
열성 경련에는 단순과 복합의 두 가지 주요 유형이 있다. 단순형과 복합형의 구분은 뒤따르는 간질의 위험에 근거한다. 단순 열성 발작은 후기 간질(열이 없는 발작)의 위험이 매우 낮다(~2%). 복합 열성 발작 후 간질의 위험은 복합 기능의 수에 따라 달라지며 각 요인에 약 5%의 위험이 추가된다. 따라서 세 가지 요인이 모두 있는 어린이는 약 15%의 후속 간질 위험이 있다. 열성 간질 상태(FSE)는 발작이 30분 이상 지속되는 것을 의미한다. 이는 열성 발작 사례의 최대 5%에서 발생하며 몇 가지 특별한 장기적 문제가 있다.

## 발열의 원인
열성 경련은 일반적으로 38°C( 이상의 열에 의해 유발된다. 발열의 원인은 종종 바이러스성 질환이다. 열성 발작의 가능성은 체온이 얼마나 높은지에 따라 달라지지 않다. 오랫동안 체온 상승 속도(즉, 체온이 얼마나 빨리 올라가는가)가 중요하다고 여겨져 왔다. 그러나 이것이 주요 동인이 아니라는 것이 이제 분명해졌다. 소아에서 종종 열을 유발하는 질병에는 중이염과 바이러스성 상기도 감염이 포함된다. 열성 발작과 관련된 다른 감염에는 세균성 이질, 살모넬라증, 특히 Roseola(HHV6)가 포함된다. 이러한 감염이 열성 발작을 유발하는 방법은 아직 명확하지 않다.

## 기전
열성 경련의 정확한 기본 기전은 아직 알려지지 않았지만 유전적 요인과 환경적 요인이 관련된 다인성 요인으로 생각된다. 분명히 열성 발작은 뇌의 성숙과 관련이 있지만 미성숙한 뇌가 열의 영향에 더 취약한 이유는 분명하지 않다. 한 가지 제안은 염증 매개체, 특히 사이토카인이 열성 발작에서 역할을 한다는 것이다. 많은 사이토카인이 있으며 체내에서의 역할은 복잡하다. 일부는 발열에 중요하고 다른 일부는 뇌 흥분성에 영향을 미친다. 열성 발작이 있는 소아는 열성 발작이 없는 소아와 비교하여 일부 사이토카인의 양이 다르다는 몇 가지 증거가 있다. 또한, 열성 발작이 정상적인 발달 동안 뇌의 흥분성 증가로 인해 노화와 관련된 현상이라는 설득력 있는 증거가 있다.

## 즉각적인 진료 및 진단
소아가 평가 시점에 여전히 발작이 있는 경우 발작을 멈추기 위한 응급 치료를 시작해야 하며 일반적으로 디아제팜, 로라제팜 또는 미다졸람을 정맥 주사한다. 정맥 접근이 어려운 경우 직장 디아제팜 또는 비강 내 미다졸람 또는 근육 내 미다졸람이 효과적일 수 있다. 발작이 멈추면 열성 발작의 진단은 기록된 최고 온도 값, 발작 및 열의 시기, 발작 특징, 기준선으로 돌아가는 시간, 예방 접종 이력, 질병 노출, 가족력. 열의 원인을 찾고 수막염을 배제하고 신경학적 상태를 평가하기 위해 주의 깊은 신체 검사가 중요하다. 열성 발작의 모방에는 떨림, 열성 섬망, 열성 간대성 간대성 근경련, 호흡 정지 발작, 경련성 실신 및 경미한 위장염을 동반한 양성 경련이 포함된다.
수막염과 뇌염은 어린 아이들이 목이 뻣뻣해지는 것과 같은 수막염의 전형적인 징후를 보이지 않을 수 있기 때문에 어려울 수 있는 것을 배제해야 한다. 폐렴구균 및 Haemophilus influenzae에 대한 예방 접종을 받은 소아는 수막염을 일으킬 수 있는 다른 박테리아가 있지만 세균성 수막염에 걸릴 위험이 낮다. 바이러스성 뇌수막염이나 뇌염은 발작과 함께 나타날 수 있다. 수막염/뇌염을 배제하는 가장 효과적인 방법은 뇌척수액 분석을 통한 요추 천자이다. 어린이가 발작에서 빨리 회복하고 정상적으로 행동한다면 세균성 뇌수막염일 가능성이 거의 없으며 요추 천자는 불필요하다. 의심스러운 경우 수막염 치료 지연의 결과가 치명적일 수 있으므로 요추 천자를 권장한다.
첫 번째 열성 발작 후, 다른 열성 질환 동안 또 다른 열성 발작의 전체 위험은 30-40%이며, 이는 일반적으로 다음 해 내에 발생한다. 재발 위험을 증가시키는 가장 일관된 요인은 1세 미만의 연령이다. 첫 번째 발작 시, 그리고 첫 번째 열성 발작 전에 짧은 열이 지속된다. 이러한 요인이 전혀 없는 어린이의 재발 위험은 약 20%이고 모든 요인은 약 60-70%의 위험이 있다. 국소 열성 발작이 있는 소아는 재발 위험이 증가할 수 있지만 다른 복잡한 특징(동일한 질병 동안 2회 이상의 발작 및 장기간 열성 발작)이 재발 위험을 증가시키지 않다.

## 치료
- 발작의 시작 시간을 기록하라. 발작이 5분 이상 지속되면 구급차를 부르라.[54] 이전에 처방된 경우에만 직장 디아제팜 또는 비강내 미다졸람을 사용할 수 있다.[54] 추가 진단 및 치료를 위해 즉시 가까운 의료 시설로 아이를 데려가야 한다.[54]
- 사고로 인한 부상을 방지하기 위해 바닥이나 바닥과 같은 보호된 표면에 아이를 점차적으로 눕히라.[54] 경련이 일어나는 동안 아이를 제지하거나 안아주지 마라.[54]
- 질식을 방지하기 위해 아이를 옆구리나 엎드려 눕히라. 가능하면 아이의 입에서 모든 물체를 부드럽게 제거하라. 경련이 일어나는 동안 아이의 입에 아무것도 넣지 않아야 한다.[54] 이러한 물체는 어린이의 기도를 막고 호흡을 어렵게 만들 수 있다.[54]
- 이것이 아이의 첫 번째 열성 발작인 경우 즉시 치료를 받고 발작이 끝나면 열의 원인을 확인하기 위해 아이를 의사에게 데려가라.[54] 아이가 목이 뻣뻣하거나 무기력이 심하거나 심한 구토 증상을 보이는 경우 특히 시급하다. 이러한 증상은 뇌 표면의 감염인 수막염의 징후일 수 있다.[54]